# Copa Chubb Seguros
La Copa Chubb Seguros es un torneo amistoso de fútbol, con sede en Ecuador instaurado desde 2021. Aunque fue concebido como un Torneo amistoso femenino, de a poco tiene importancia como pretemporada para los clubes femeninos en Ecuador. 

## Sistema de competición
En todas las citas han participado cuatro equipos, pero no siempre se han enfrentado bajo un mismo formato. Se jugaron por eliminación directa, semifinales, finales y el partido por el tercer lugar.

## Palmarés

### Cuadro de honor
| Temporada  | Campeón                     | Subcampeón                  | Tercero                  | Cuarto            |
| Copa Chubb | Copa Chubb                  | Copa Chubb                  | Copa Chubb               | Copa Chubb        |
| ---------- | --------------------------- | --------------------------- | ------------------------ | ----------------- |
| 2021       | Independiente del Valle (1) | Deportivo Cuenca (1)        | Liga de Quito (1)        | C.S.Emelec (1)    |
| 2022       | Independiente del Valle (1) | Barcelona (1)               | Carneras (1)             | Liga de Quito (1) |
| 2023       | Barcelona (1)               | Independiente del Valle (1) | Universidad Católica (1) | Liga de Quito (2) |